# Gottfried Krummacher

Gottfried Krummacher

Gottfried Adolf Günther Krummacher (* 26. Februar 1892 in Weingarten; † 20. Juli 1954 in Kassel) war ein Verwaltungsjurist und Politiker (NSDAP). Bereits im Juni 1934 schied er aus allen politischen Funktionen auf Reichsebene aus und wurde im Januar 1935 aus dem letzten politischen Amt als Landrat entfernt.

## Leben und Wirken
Nach dem Besuch des städtischen Gymnasiums in Bonn (Abitur 1910) studierte Krummacher an der Universität Bonn Rechts- und Staatswissenschaften. Nach dem ersten juristischen Staatsexamen meldete er sich 1914 bei Ausbruch des Ersten Weltkriegs als Kriegsfreiwilliger. Im Regiment der Bonner Königshusaren, dem 1. Rheinischen, Nr. 7, in den Infanterie-Regimentern 25, 389, der Infanterie-Division 88 war er im Fronteinsatz. Er erhielt das Eiserne Kreuz beider Klassen. Nach Kriegsende folgte bis 1. August 1919 der Einsatz im Grenzschutz Ost. Vom 1. September 1919 bis Frühjahr 1920 leistete er beim Amtsgericht in Rheinbach den Referendardienst. 1921 promovierte er an der Universität Würzburg zum Dr. jur. et rer. pol. mit der Dissertation Das System der Staatsbürgerrechte in der Reichsverfassung von Weimar 1919.
Nach ersten beruflichen Erfahrungen – 1921 als Angestellter einer Privatbank in Aachen, 1922 in einer Großbank in Bonn, 1923 als Leiter der Auslandsabteilung einer chemischen Fabrik in Düsseldorf – trat er 1925 in Köln in den rechts- und finanzwissenschaftlichen Verlag Dr. Otto Schmidt ein. Zuletzt leitete er dessen Berliner Filiale, bevor er am 18. April 1933 als Landrat des Oberbergischen Kreises in den Staatsdienst berufen wurde.

### Mitgliedschaften in Verbänden und Parteien
Krummacher wurde 1920 als Student Mitglied des Deutschen Pfadfinderbundes. 1923 beteiligte er sich mit Pfadfindergruppen am Ruhrkampf und wurde deshalb vom französischen Kriegsgericht in Bonn zu fünf Jahren Zuchthaus und 2000 RM Geldstrafe verurteilt. Er konnte sich jedoch durch Flucht in das englisch besetzte Gebiet der Verhaftung entziehen. 1926, nach dem Abzug der französischen Besatzung, wurde er auf Einladung des Kölner Oberbürgermeisters Konrad Adenauer in einer großen Befreiungsfeier in Köln mit 21 anderen vom Reichspräsidenten von Hindenburg für seine Verdienste im Ruhrkampf geehrt. 1927 gründete er den stark militaristischen Deutschen Pfadfinderbund Westmark, dessen Bundesfeldmeister er bis 1930 war. Von 1919 bis 1924 war er Mitglied der DNVP und von 1928 bis 1930 Mitglied des Stahlhelms. Zum 1. April 1930 trat er der NSDAP bei (Mitgliedsnummer 229.473).

### Amtsenthebungen und Strafversetzungen
Während seiner nur zweijährigen Landratstätigkeit hatte er vom 20. September 1933 bis 12. Februar 1934 von Gummersbach aus – für sechs Monate, ohne folgende Ernennung – einen Auftrag in der Reichsleitung der NS-Frauenschaft. Nachdem Robert Ley in Köln in einer Kundgebung am 14. Januar 1934 vor politischen Leitern der NSDAP die Absetzung des Landrates als „heute schon entschieden“ öffentlich ausgesprochen hatte, endete der Auftrag bereits nach fünf Monaten. Mit diesem Auftrag war die Kandidatur und am 12. November 1933 die Wahl zum Mitglied des Deutschen Reichstages verbunden. Da der Auftrag vorzeitig endete, kündigte Krummacher Anfang Januar 1934 sein Mandat als MdR. Die Presse quittierte diese skandalöse Missachtung der Institution des nationalsozialistischen Reichstags mit der Meldung, Landrat Krummacher sei verstorben.
Nach Redeverboten kündigte er im Februar 1934 seine Dienste als Gauredner der NSDAP im Rheinland. Im Juni 1934 gab er die seit Januar 1932 übernommene rheinische Landesleitung der Deutschen Christen auf. Damit erlosch auch die Mitgliedschaft im Provinzialkirchenrat in Koblenz, im Kirchensenat der Altpreußischen Union, in der General- und der Nationalsynode. Im Zusammenhang mit der DC-Landesleitung war Krummacher für drei Wochen vom 24. Juni bis 14. Juli 1933 Bevollmächtigter des Staatskommissars der evangelischen Kirchen in Preußen für das Rheinland und eine Woche für Westfalen. Aufgrund der am 14. Juni 1933 beschlossenen neuen Kirchenverfassung und der am 23. Juli folgenden Kirchenwahlen endete die Tätigkeit des Staatskommissars August Jägers und die seiner 15 Bevollmächtigten.
In einem in vielen Abschriften verbreiteten, inzwischen mehrfach veröffentlichten Brief vom 6. November 1934 an einen Pfarrer der Bekennenden Kirche in Linz am Rhein schlug er angesichts der immer bedrohlicher werdenden Entchristlichung durch Alfred Rosenbergs Weltanschauung ein Zusammengehen der Deutschen Christen mit der Bekennenden Kirche vor. Dieser Brief wurde von der Gestapo abgefangen und der Gauleitung zugeleitet. Dieses Schriftstück, die Aufkündigung seines Reichstagsmandates, die Aufdeckung einer großen, vom Gau- und Kreisleiter in die Wege geleiteten, von Robert Ley geschützten Großkorruption – Verkauf des kreiseigenen Elektrizitätswerkes für über 11 Millionen RM an die RWE – und ständige Auseinandersetzungen mit der Gau- und Kreisleitung, der SA und der Gestapo führten am 24. Januar 1935 zur Amtsenthebung als Landrat. Damit war auch die letzte politische Funktion beendet.
Es folgte die Strafversetzung des Landrats als Angestellter an entlegene Regierungspräsidien in möglichst großer Entfernung vom Rheinland: zum 1. Juli 1935 nach Hildesheim, zum 1. September 1935 an die Regierung in Schleswig. Erst nach fast zwei Jahren erfolgte die Ernennung zum Regierungsrat. Vom 28. November 1938 bis 7. Juli 1939 versetzte man ihn als Leiter des Verkehrsdezernates mit dem Sachgebiet Kraftverkehrsrecht nach Reichenberg im Sudetengau, wo er zum Oberregierungsrat befördert wurde. Nach Versetzung an die Regierung in Liegnitz, dann an die Regierung in Kassel nahm Krummacher als Hauptmann von 1939 bis 1943 am Zweiten Weltkrieg teil. 1943 wurde er als Regierungsdirektor nach Düsseldorf abgeordnet und am 10. März 1945 wieder nach Kassel versetzt, wo er nach langer Krankheit 1954 starb.

## Schriften
- Weltwirtschaftskrise und Christentum. Berlin-Charlottenburg: Max Grevemeyer; Leipzig: H. G. Wallmann, 1933; DNB 57450205X; 2. Auflage: Bonner Universitäts Buchdruckerei, 1933; DNB 361113358
- Was ist uns Kirche? Bonn: Bonner Universitäts Buchdruckerei, 1934; DNB 580472450

Beide Schriften wurden 1935 von der Gestapo beim Verleger in Bonn beschlagnahmt.